# Atal Bihari Vajpayee
Atal Bihari Vajpayee (Hindi: अटल बिहारी वाजपायी, IPA: əʈəl bɪhaːɾiː ʋaːdʒpaiː) (Gwalior, India, 25 december 1924 – New Delhi, 16 augustus 2018) was een Indiaas politicus. Hij was tweemaal  minister-president van India.

## Levensloop
Vajpayee was de zoon van een schoolleraar. Zelf behaalde hij een master in de politicologie aan het Dayanand Anglo-Vedic College  in Kanpur. Op jonge leeftijd werd hij actief bij Arya Samaj, een hindoeïstische organisatie die een belangrijke rol speelde in de Indiase onafhankelijkheidsbeweging. Hij bleek talent te hebben en groeide door tot Algemeen Secretaris van de jeugdtak van Arya Samaj.  Daarnaast begon hij te schrijven voor verschillende nieuwsbladen. Tijdens een van de geweldloze protesten die Mahatma Gandhi organiseerde werd Vajpayee met zijn oudere broer opgepakt. Ze werden vrijgelaten toen ze een verklaring ondertekenden dat ze niet meer zouden deelnemen aan protesten tegen het koloniale bewind. 
Samen met Deendayal Upadhyaya stond hij in 1951 aan de basis van de Bharatiya Jana Sangh, een hindoepartij aan de rechtse kant van het spectrum. Hij nam daarbinnen meteen belangrijke positie in en werd een steun en toeverlaat van partijleider Syama Prasad Mookerjee. Zij gingen in 1954 samen in hongerstaking uit protest tegen de behandeling van bezoekers van buiten aan de deelstaat Kasjmir. Mookerjee overleed in de gevangenis. In 1957 werd Vajpayee gekozen in het parlement. Dankzij zijn organisatorische en oratorische vaardigheden groeide hij uit tot het gezicht van de partij en nam na de dood van Ypadhyaya het partijleiderschap over. 
Premier Indira Gandhi kreeg in de jaren zeventig te maken met een groeiende oppositie waar Vajpayee's partij een belangrijke rol bij speelde. Zij werd aangeklaagd en veroordeeld vanwege corruptie en riep in reactie daarop in 1975 de noodtoestand uit. Zij liet hem samen met meerdere andere oppositieleiders arresteren. Hij zat twee jaar vast. In 1977 maakte Gandhi een einde aan de noodtoestand en schreef nieuwe verkiezingen uit. Die verliepen voor haar destraseus. Ze werd verslagen door een verenigde oppositie, waar Bharatiya Jana Sang de grootste partij van was. Na de verkiezingen werd Vajpayee de nieuwe minister van Buitenlandse Zaken in de regering van premier Mojari Desai. Hij was de eerste persoon die in de Algemene Vergadering van de Verenigde Naties een toespraak in het Hindi hield. 
Na het terugtreden van Desai in 1979 viel de coalitie snel uit elkaar. Ditzelfde gebeurde met Vajpayee's partij. Samen met verschillende andere richtte hij een nieuwe partij op, de Bharatiya Janata-partij (BJP), waar hijzelf de eerste voorzitter van was. De BJP was tegenstander van de toenemende radicalisatie binnen de Sikh-beweging, maar veroordeelde evenzo de aanval op de  tempelcomplex van Amritsar door het Indiase leger in opdracht van Gandhi.Tijdens de verovering door het leger werden 4800 tot 5300 mensen gedood, waarvan 800 à 1000 rebellen, waaronder Bhindranwale, en 200 à 300 soldaten. De tempel werd ernstig beschadigd. Indira Gandhi werd door twee van haar lijfwachten, beiden met een Sikh-achtergrond, vermoord. De BJP veroordeelde het massale geweld dat daarna uitbrak tegen de Sikhs, maar dit kostte haar veel kiezers. Na de verkiezingen van 1984 had Vajpayee's partij nog twee zetels.
In de jaren daarna maakte de partij voorzichtig een comeback en won in 1995 de deelstaatverkiezingen in Gujarat en Maharashtra. De nationale verkiezingen van 1996 eindigden met een overwinning voor de BJP. President Shankar Dayal Sharma benoemde Vajpayee als premier, maar hij slaagde er niet in om een meerderheid in het parlement achter zijn regering te krijgen en moest na dertien dagen alweer af te treden. Omdat geen enkele partij nieuwe verkiezingen wilde, werd er onder leiding van de Janata Dal een coalitie van veertien partijen gevormd. De nieuwe regering was een jaar aan de macht toen de Congrespartij in maart 1997 zijn steun introk. Na een consensus onder de ondertussen zestien leden tellende coalitie, verving Inder Kumar Gujral van Janata Dal Deve Gowda als premier.
In november 1997 trok de Congrespartij opnieuw haar steun in  Nieuwe landelijke verkiezingen in februari 1998 gaven de BJP het grootste aantal parlementszetels ooit, 182 van de 545. Vajpayee kreeg een nieuwe kans als premier doordat hij er dit keer wel in slaagde om een meerderheid in het parlement achter zich te krijgen. 
Onder Vajpayee's bewind hield India in mei 1998 vijf ondergrondse kernproeven. Twee weken later hield Pakistan kernproeven en was de wereld twee nieuwe kernmachten rijker. Verschillende landen, zoals de Verenigde Staten, Canada, Japan, en de Europese Unie, stelden sancties in tegen India. Eind 1998 lanceerde Vajpayee een diplomatiek offensief om de banden met Pakistan aan te halen en permanent een einde te maken aan het conflict om Kasjmir. Dit offensief eindigde in de Lahore-declaratie waarin het belang van dialoog werd uitgesproken en stappen werden genomen voor meer onderlinge handel. Daarmee verdween de spanning tussen beide landen die de kernproeven hadden opgeroepen grotendeels. 
In april 1999 viel de door de BJP geleide coalitie uit elkaar, wat resulteerde in nieuwe parlementsverkiezingen. In mei en juni van dat jaar ontdekte India dat Pakistaanse soldaten en Kasjmiri-militanten posities hadden ingenomen aan de Indiase kant van de Line of Control, de de facto grens tussen beide landen in het betwiste Jammu en Kasjmir. Dit resulteerde in de Kargil-oorlog, waardoor het vredesproces werd gesaboteerd, dat enkele maanden daarvoor was begonnen met het bezoek van minister-president Vajpayee aan Pakistan en de heropening van de buslijn van Delhi naar Lahore. Indiase troepen doodden de indringers, inclusief Pakistaanse soldaten en heroverden belangrijke grensovergangen tijdens deze oorlog die op zeer grote hoogte werd uitgevochten, zoals op de Siachengletsjer. Gedurende de oorlog ontstond er internationaal de angst dat deze oorlog zou uitlopen op een kernoorlog.
Als gevolg van de populariteit van de regering, na de voor India succesvolle beëindiging van de Kargil-oorlog, slaagde de coalitie onder leiding van de BJP erin om een meerderheid te behalen. Vajpayee kon in mei 1999 beginnen aan zijn derde termijn als premier. In die periode zette hij fors in om de verbetering van de binnenlandse infrastructuur. Verder privatiseerde de regering verschillende overheidsbedrijven.
In december 2001 vond er door een groep gemaskerde mannen een aanval plaats op het parlement van India, waarbij verschillende bewakers gedood werden. De Indiase veiligheidsdiensten verdachten Pakistan. Iedereen stond al onder spanning omdat de aanslagen van 11 september slechts drie maanden eerder hadden plaatsgevonden en premier Vajpayee mobiliseerde meteen het leger. In de twee jaar daarna bleef de situatie zeer gespannen. In Gujarat braken er in 2002 conflicten uit tussen moslims en hindoes in de deelstaat Gujarat, waarbij meer dan duizend doden vielen. Vajpayee veroordeelde de aanslagen, maar kreeg tegelijkertijd verwijten, en gaf dat later toe, dat hij vergissingen had gemaakt bij de afhandeling van het conflict. 
Het vertrouwen in de regering werd geschaad door berichten dat de veiligheidsdienst gefaald had betreffende het tijdig ontdekken van de indringers rond Kargil, wat leidde tot de Kargil-oorlog, en ook door beschuldigingen aan het adres van de minister van Defensie George Fernandes, over het feit dat hij steekpenningen zou hebben aangenomen voor de aanschaf van doodskisten voor gesneuvelde militairen.
De laatste jaren van Vajpayee's premierschap werden gekenmerkt door economische groeicijfers van zes tot zeven procent. Met name de IT-sector groeide hard en er ontstond een omvangrijke stedelijke middenklasse. Die snelle economische groei, politieke stabiliteit en een vernieuwd vredesproces met Pakistan zorgde ervoor dat de regering weer populairder werd. In januari 2004 schreef Vajpayee vervroegde parlementsverkiezingen uit. De Congrespartij won echter in mei 2004 verrassend deze verkiezingen. Manmohan Singh volgde Vajpayee op als premier. In december 2005 kondigde Vajpayee zijn definitieve vertrek uit de politieke arena aan.
Jawaharlal Nehru · Gulzari Lal Nanda · Lal Bahadur Shastri · Indira Gandhi · Morarji Desai · Chaudhary Charan Singh · Rajiv Gandhi · Vishwanath Pratap Singh · Chandra Shekhar · Narasimha Rao · Atal Bihari Vajpayee · Haradanahalli Dodde Deve Gowda · Inder Kumar Gujral · Manmohan Singh · Narendra Modi
- Bibsys: 5035949
- Bibliothèque nationale de France: cb12019923z (data)
- CiNii: DA10409098
- Gemeinsame Normdatei: 120606089
- International Standard Name Identifier: 0000 0000 8093 4778
- Library of Congress Control Number: n88602104
- MusicBrainz: 6211e769-a2f4-4e6c-89d0-e0f75793abfd
- Nationale bibliotheek van Australië: 36558756
- Nationale Bibliotheek van Israël: 987007278004805171
- Nederlandse Thesaurus van Auteursnamen: 260378127
- Réseau des bibliothèques de Suisse occidentale: 02-A000169302
- Istituto Centrale per il Catalogo Unico: USMV994986
- Système universitaire de documentation: 028344820
- Trove: 1291865
- Virtual International Authority File: 14782323
- WorldCat: E39PBJm9dgYTQM4yKxCWJdKrv3